# Muhàmmad III al-Sadik
Muhàmmad III ibn al-Hussayn (àrab: أبو عبد الله محمد الصادق باشا باي, Abū ʿAbd Allāh Muḥammad aṣ-Ṣādiq Bāxā Bāy), conegut com a Muhàmmad III as-Sàdiq i també, pels francesos, com a Sadok Bey (Tunis, 7 de febrer de 1813 - 29 d'octubre de 1882) fou bei de Tunis, de la dinastia husaynita de Tunísia, de 1859 a 1882.
Fou declarat príncep hereu pel seu germà Muhammad II ibn al-Husayn el 10 de juny de 1855, només al cap d'un mes de pujar al tron. El mateix dia va rebre el nomenament de general de divisió otomà. El va succeir quan va morir el 20 de setembre de 1859. El seu germà Abu Muhammad Hammuda Bey (1816-13 d'agost de 1863) fou declarat hereu (bey al-Mahalla) el dia 22 de setembre de 1859 (confirmat per firman imperial de 26 d'abril de 1861). El 10 de desembre de 1859 Muhammad III fou elevat a mariscal de l'exèrcit otomà. En aquest any el sercei de telègrafs fou concedit a una companyia francesa.
Muhammad III va visitar Alger el 1860 i el seu germà Abu Muhammad Hammuda Bey va ocupar la regència. Obert partidari de les reformes com el seu germà, que el 1860 va reformar l'administració seguint el model europeu i el 23 d'abril de 1861 va promulgar la primera constitució o destur (dustur) que establia la monarquia hereditària sota el bey, assistit per un consell legislatiu de 60 membres, i s'establien tribunals regulars separant els poders executiu, judicial i legislatiu i limitant el poder del bey i creant un consell suprem al costat d'una assemblea i una cort suprema; els europeus i els jueus foren declarats iguals davant la llei als musulmans incloent el dret de comprar propietats (el que va portar a molts europeus al país on es va obrir comerços i escoles religioses no musulmanes); els europeus es van establir principalment a la zona de Bab al-Bahr. El 26 d'abril va modificar l'orde de successió, que en endavant seria pel més vell dels prínceps husaynites en lloc del més gran dels fills del bey.
El 12 de gener de 1862 es va obrir un nou consolat francès; es va restaurar l'aqüeducte romà de Zaghouan que va garantir aigua a la capital i es van demolir les muralles de la Medina de Tunis (alguns trossos ja estaven en ruïnes) desapareixent les portes de Bab Carthagena, Bab Souika, Bab Bnet i Bab El Jazira. Els canons de Tunis i la Goulette foren venuts més tard (1872).
L'economia del país estava propera a la bancarrota per les malversacions o mala administració del gran visir Mustafà Khaznadar, i el 1863 va haver de contractar un emprèstit al banquer Erlanger a un tipus d'interès altíssim, que no tenia els mitjans de retornar i va haver de doblar l'impost de capitació el que va provocar el 1864 l'aixecament de les tribus del centre del país seguida de la revolta de les viles del Sahel tunisià, sota la direcció d'Ali ibn Ghadaham i al crit de "Prou de Constitució, prou de taxes, prou de mamelucs"; les forces lleials dirigides pel general Ahmed Zarruk (francès Zarrouk), van poder ofegar la revolta sembrant la discòrdia entre els diferents grups rebels que no estaven units. La repressió fou implacable però la constitució de 1861 fou suspesa i les taxes abaixades a la meitat. No obstant els mamelucs i Khaznadar, que havien salvat el règim, van restar al poder.
El 13 d'agost de 1863 va morir a la Marsa el seu germà Abu Muhammad Hammuda Bey i el 23 d'agost fou declarat hereu el següent germà Ali ibn al-Husayn (futur Ali III ibn al-Husayn).
El 1865 el bey, a petició de Khaznadar, va contractar un nou emprèstit a un tipus d'interès idèntic a l'anterior; va seguir una gran sequera que va arruïnar als petits pagesos i el 1867 la misèria s'estenia arreu del país incloent la capital on morien de 100 a 150 persones al dia a causa de la fam o malalties; el 1868 Khaznadar va desviar fons municipals en benefici propi i el pressupost de Tunis va quedar reduït significativament; el 1869 l'estat va fer fallida i va haver d'autoritzar la creació d'una comissió financera internacional formada per representants de França, Gran Bretanya i Itàlia i de la mateixa Tunísia; aquesta comissió va desemmascarar l'actuació de Mustafà Khaznadar i el seu enriquiment fraudulent. El general Khayr al-Din Paixà, president de la comissió financera va denunciar a Khaznadar com a defraudador d'uns dos milions de francs; les proves eren irrefutables i Khaznadar va dimitir i Khayr al-Din Paixà el va substituir el 22 d'octubre de 1873. La població va acollir la seva caiguda amb alleujament i amb cerimònies donant gràcies a les mesquites.
Khayr al-Din Pasha era partidari d'un acostament a l'Imperi Otomà, però va trobar l'oposició de França i Itàlia.
El gran visir va reformar les duanes, els habus, la mesquita Zituna, i la justícia; va crear una biblioteca i va fundar el Col·legi Sadiki que va establir nous mètodes d'ensenyament. El seu govern va estar format en general per persones honestes i competents com els generals Husayn i Rustum. El 1877 els otomans van demanar al bey l'enviament d'ajut en la guerra contra Rússia. El gran visir va donar suport a la petició però el bey s'hi va oposar. Finalment un consell extraordinari amb els ulemes i notables, va optar per aportar l'ajut en forma d'espècies i en natura recollits per subscripció pública, i així van ser enviats alguns milions de francs i cavalls, mules i altra material. Però les aportacions van fer caure la recaptació de l'estat i la situació es va complicar amb un forta sequera; el gran visir va disminuir les despeses de l'estat incloent les de la casa civil de la monarquia, el que va ofendre al bey que li va demanar la dimissió el 21 de juliol de 1877, i el va substituir per Muhammad Khaznadar.
França presentava les majors ambicions a dominar el país i una vegada signat el tractat de Berlín el 1878, no va dubtar en intervenir, tot i els esforços italians per retardar el procés. Mustafà ibn Ismail va ser nomenat gran visir el 24 d'agost de 1878 i va tractar de contemporitzar amb els francesos però aquestos, amb l'excusa d'una incursió de tribus tunisians dels krumirs a Algèria, van decidir el 4 d'abril de 1881 una expedició de càstig contra Tunísia. Muhammad al-Sadik va oferir tota mena de disculpes i satisfaccions; l'Imperi Otomà, que conservava l'alta sobirania, va protestar. Però els francesos no va escoltar res i el 12 de maig de 1881 les tropes arribaven al Bardo. El bey va haver de signar el tractat del Bardo o de Kassar Said, pel qual transferia a França els afers exteriors i acceptava la presència a Tunis d'un ministre resident francès. El 12 de setembre de 1881 Muhammad Khaznadar tornava a ser gran visir.
El 22 d'octubre de 1882 Muhammad va morir i el va succeir el seu germà Ali III ibn al-Husayn (Ali Muddat ibn al-Husayn).